# Timaeus van Locri
Timaeus van Locri (Latijn: Timaeus Locrus) was een Grieks-Pythagorisch filosoof uit de 5e eeuw v.Chr.
Hij komt als personage voor in Plato's Timaeus, waar men van hem zegt dat hij van Locri in Italië afkomstig is.
Hij treedt ook op als een van de sprekers in Plato's Critias.
Latere referenties aan Timaeus van Locri uit de oudheid vinden we bij:
- Cicero: in zijn 'De re publica' (I, X, 16), waarin hij Timaeus beschrijft als een intieme vriend van Plato
- Proclus: in zijn commentaar op Plato's Timaeus (II, 38, I)
- Simplicius en Diogenes Laërtius: in hun beschrijvingen van, en commentaren op het werk van Aristoteles.

Alle verwijzingen naar hem uit de oudheid lijken te zijn afgeleid uit Plato's werk, zodat het evengoed om een personage kan gaan, iemand die Plato in het belang van de dialoog had uitgevonden.